# Aldo Moser
 Aldo Moser (Giovo, Trento, 7 de febrero de 1934-2 de diciembre de 2020) fue un ciclista italiano, profesional de 1954 a 1973.

## Biografía
Profesional de 1954 a 1973 en diversos equipos: Torpado, Faema, SanPellegrino, Vittadello, G.B.C,Filotex.
Es hermano de Enzo, Diego y Francesco Moser, y tío de Moreno y Leonardo Moser, todos corredores ciclistas.

## Palmarés
| 1954 - Coppa Agostoni 1955 - G. P. Industria y Comercio de Prato - 1 etapa de la Roma-Nápoles-Roma 1957 - 1 etapa de la Roma-Nápoles-Roma 1958 - Trofeo Baracchi (con Ercole Baldini) - 3.º en el Campeonato de Italia en ruta | 1959 - Trofeo Baracchi (con Ercole Baldini) - Gran Premio de las Naciones 1960 - Manche-Océan 1963 - Coppa Bernocchi |

## Resultados en Grandes Vueltas y Campeonato del Mundo
| Carrera         | 1955 | 1956 | 1957 | 1958 | 1959 | 1960 | 1961 | 1962 | 1963 | 1964 | 1965 | 1966 | 1967 | 1968 | 1969 | 1970 | 1971 | 1972 | 1973 |
| --------------- | ---- | ---- | ---- | ---- | ---- | ---- | ---- | ---- | ---- | ---- | ---- | ---- | ---- | ---- | ---- | ---- | ---- | ---- | ---- |
| Giro de Italia  | 6.º  | 5.º  | 12.º | 10.º | Ab.  | Ab.  | 36.º | 18.º | -    | 15.º | 22.º | -    | 16.º | -    | 7.º  | 19.º | 17.º | Ab.  | 57.º |
| Tour de Francia | -    | -    | -    | -    | -    | -    | -    | -    | -    | -    | -    | -    | -    | -    | -    | -    | -    | -    | -    |
| Vuelta a España | -    | -    | -    | -    | -    | Ab.  | -    | -    | Ab.  | -    | -    | 18,º | 25,º | -    | -    | -    | -    | 39,º | -    |